# J. N. A. Hawkins
John N. A. Hawkins (* 25. Juli 1907 in San Francisco, Kalifornien; † 20. April 1966 in Los Angeles, Kalifornien) war ein US-amerikanischer Tontechniker, der bei der Oscarverleihung 1942 mit einem Ehrenoscar für seinen herausragenden Beitrag zur Nutzung des Tones in dem Zeichentrickfilm Fantasia der Walt Disney Studios zusammen mit Walt Disney und William E. Garity ausgezeichnet wurde.
Im Jahr 1947 arbeitete Hawkins dann als Sound Direktor an dem Filmdrama The Devil on Wheels mit, woran sich zahlreiche weitere Filmarbeiten im selben Jahr anschlossen, wie beispielsweise der Film Noir Repeat Performance mit Louis Hayward und Joan Leslie und die romantische Komödie Lost Honeymoon mit Franchot Tone und Ann Richards.
John N. Hawkins verstarb im April 1966 im Alter von 58 Jahren.
In der Fortsetzung zu Walt Disneys drittem Meisterwerk Fantasia aus dem Jahr 1940 Fantasia 2000 aus dem Jahr 1999 wurde Hawkins innerhalb des Sound Departments als Sound recordist für das Segment Zauberlehrling benannt.

## Filmografie (Auswahl)
- 1940: Fantasia
- 1947: The Devil on Wheels
- 1947: Lost Honeymoon
- 1947: Philo Vance’s Gamble
- 1947: Philo Vance Returns
- 1947: The Bix Fix
- 1947: Repeat Performance
- 1947: Stepchild
- 1947: Heartaches
- 1947: Der rote Teufel (The Red Stallion)
- 1947: Philo Vance’s Secret Mission
- 1947: Love from a Stranger
- 1999: Fantasia 2000 – Segment „Der Zauberlehrling“